# Sølvmåge
Sølvmågen (Larus argentatus) er en almindelig ynglefugl i Danmark og er den mest almindelige af de store måger og større end stormmågen og mindre end svartbagen. Det er også den største af de måger, der har sølvgrå ryg og sorte vingespidser.  
I starten af 1800-tallet ynglede sølvmågen fortrinsvis i Vadehavsområdet, de vestjyske fjorde og Kattegat. De før i tiden åbne lossepladser og let tilgængelige affaldsprodukter fra industrifiskeriet og landbruget er nogle af de faktorer, som har spillet en væsentlig rolle for artens fremgang i perioden efter 1950. 

## Kendetegn
Sølvmågen er en stor og lys, hvid og gråblå måge med sorte vingespidser. Næbbet er kraftigt og gult med en rød plet og øjnene er små og gule. Benene er lyserøde (der findes dog sølvmåger med gule ben). Om vinteren har hovedet mørke streger.  Ved artsbestemmelse skal man være opmærksom på, at de yderste svingfjer med de sorte tegninger er fældet i en periode om efteråret. Ungfuglene er først udfarvede i dens fjerde leveår, eller senere. Et godt kendetegn for de yngste, brune i forhold til sildemåge er, at de inderste håndsvingfjer er lyse og danner et tydeligt kontrastfelt på overvingens bagkant.

## Forekomst
Efter at sølvmågen er blevet splittet op i en række arter, er man nået frem til at nominatformen (L. a. argentatus), som optræder i Danmark, kun forekommer i Nord- og Vesteuropa. De andre nært beslægtede arter (eller underarter) forekommer i forskellige mere eller mindre afgrænsede områder på den nordlige halvkugle. I Nordatlanten er den en almindelig ynglefugl ved kysterne, og den talrigste af de store måger på de skotske øer, men findes kun i et mindre antal på Island. 

## Føde
Sølvmågen er altædende, men føden består hovedsagelig af fisk, smådyr, plantedele og fugle. Den opholder sig ofte i fiskerihavne og på lossepladser, hvor den lever af ådsler og affald.

## Galleri
- Sølvmåge
- Sølvmågens æg
- Voksen og ungfugl
- To hanner i kamp
- Om aftenen kan tusinder af fugle samles (Ystad).
- En adult sølvmåge med gule ben, Omissus varianten ved Ystad.
- En adult Sølvmåge med gule ben. Omissus varianten.